# TMEM222
TMEM222 (англ. Transmembrane protein 222) – білок, який кодується однойменним геном, розташованим у людей на короткому плечі 1-ї хромосоми.  Довжина поліпептидного ланцюга білка становить 208 амінокислот, а молекулярна маса — 23 230.
| 10         |  | 20         |  | 30         |  | 40         |  | 50         |
| ---------- |  | ---------- |  | ---------- |  | ---------- |  | ---------- |
| MAEAEGSSLL |  | LLPPPPPPPR |  | MAEVEAPTAA |  | ETDMKQYQGS |  | GGVAMDVERS |
| RFPYCVVWTP |  | IPVLTWFFPI |  | IGHMGICTST |  | GVIRDFAGPY |  | FVSEDNMAFG |
| KPAKYWKLDP |  | AQVYASGPNA |  | WDTAVHDASE |  | EYKHRMHNLC |  | CDNCHSHVAL |
| ALNLMRYNNS |  | TNWNMVTLCF |  | FCLLYGKYVS |  | VGAFVKTWLP |  | FILLLGIILT |
| VSLVFNLR   |  |            |  |            |  |            |  |            |

A: Аланін

C: Цистеїн

D: Аспарагінова кислота

E: Глутамінова кислота

F: Фенілаланін

G: Гліцин

H: Гістидин

I: Ізолейцин

K: Лізин

L: Лейцин

M: Метіонін

N: Аспарагін

P: Пролін

Q: Глутамін

R: Аргінін

S: Серин

T: Треонін

V: Валін

W: Триптофан

Задіяний у такому біологічному процесі як альтернативний сплайсинг. 
Локалізований у мембрані.